# Hypsiboas raniceps
Hypsiboas raniceps (tên tiếng Anh: Chaco Treefrog) là một loài ếch trong họ Nhái bén. Chúng được tìm thấy ở Argentina, Bolivia, Brasil, Colombia, Guyane thuộc Pháp, Paraguay, và có thể Peru. Trong tiếng Tây Ban Nha nó được gọi là rana arborea meridional ("nhái cây miền nam").
Các môi trường sống tự nhiên của chúng là các khu rừng khô nhiệt đới hoặc cận nhiệt đới, rừng ẩm đất thấp nhiệt đới hoặc cận nhiệt đới, đồng cỏ khô nhiệt đới hoặc cận nhiệt đới vùng đất thấp, sông, đầm nước, hồ nước ngọt, hồ nước ngọt có nước theo mùa, đầm nước ngọt, đầm nước ngọt có nước theo mùa, các vùng đô thị, và các khu rừng trước đây bị suy thoái nặng nề.

## Hình ảnh

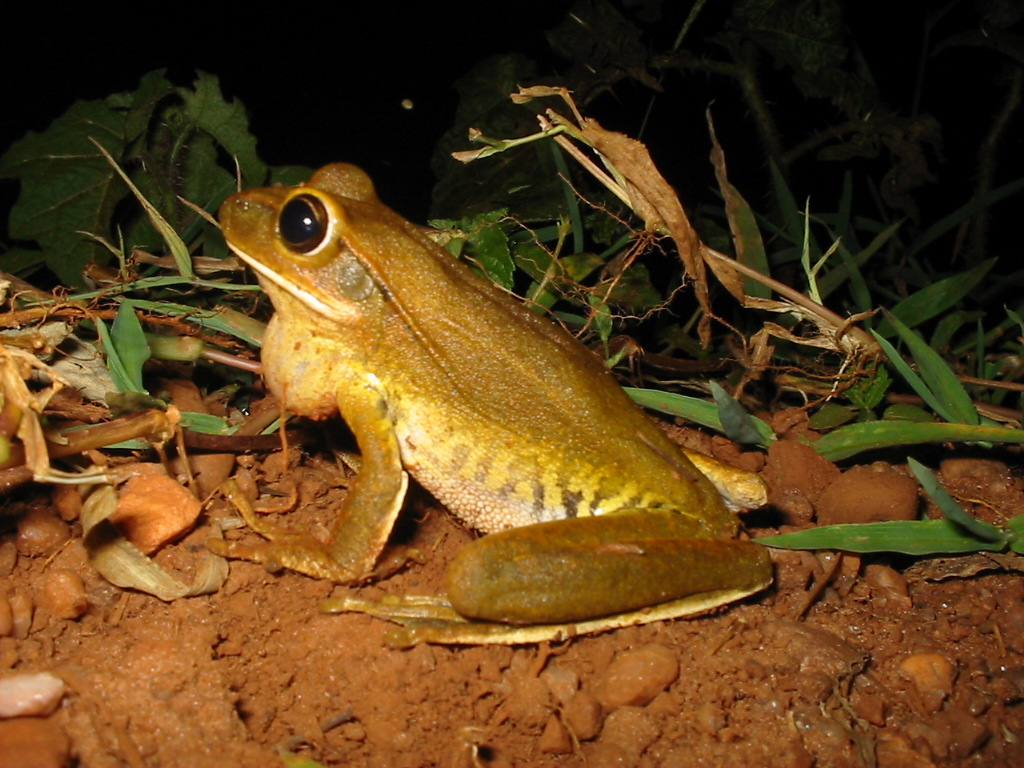
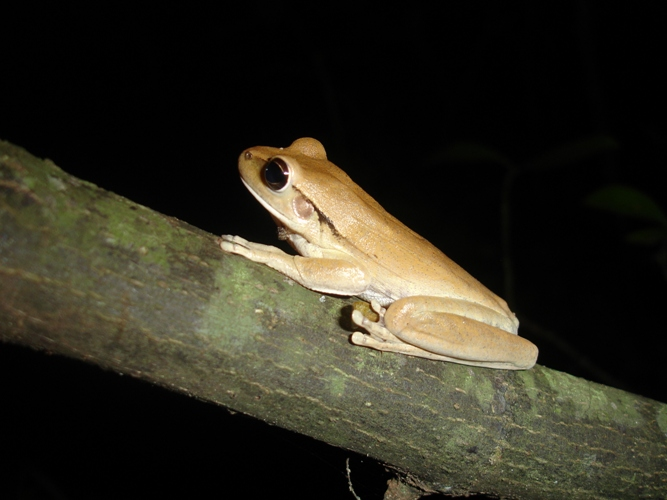
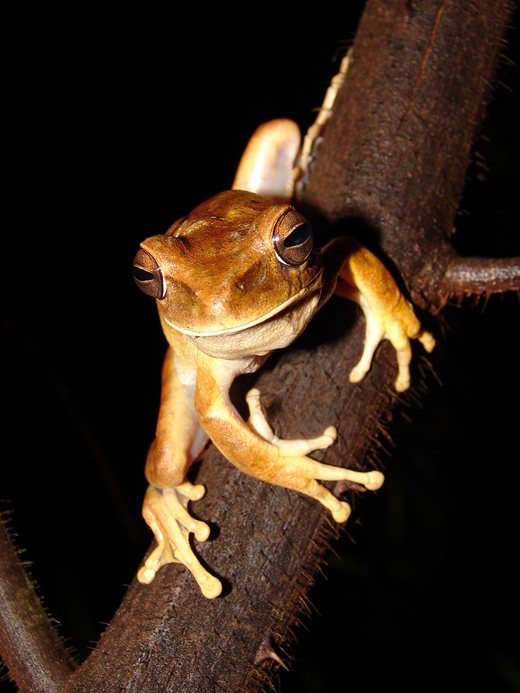